# علندى انتقالية
العلندى الانتقالية أو الفدر الانتقالي  أو العلندة أو القعود الانتقالي (باللاتينية: Ephedra transitoria) نوع نباتي من جنس العلندى يتبع الفصيلة العلندية.

## الموئل والانتشار
موطنها بلاد الشام.